# Terje Langli
Terje Bjarte Langli (ur. 3 lutego 1965 w Steinkjer) – norweski biegacz narciarski, dwukrotny medalista olimpijski oraz czterokrotny medalista mistrzostw świata.

## Kariera
Jego olimpijskim debiutem były igrzyska w Calgary. W swoim najlepszym indywidualnym występie na tych igrzyskach, w biegu na 15 km techniką klasyczną zajął 12. miejsce. Swoje największe olimpijskie sukcesy osiągnął na igrzyskach olimpijskich w Albertville w 1992 r. Wraz z Vegardem Ulvangiem, Kristenem Skjeldalem i Bjørnem Dæhlie zdobył złoty medal w sztafecie 4 × 10 km. Ponadto na tych samych igrzyskach zdobył brązowy medal w biegu na 30 km techniką klasyczną. Lepsi od niego w tym biegu okazali się tylko jego rodacy: zwycięzca Vegard Ulvang oraz drugi na mecie Bjørn Dæhlie.
W 1987 r. zadebiutował na mistrzostwach świata biorąc udział w mistrzostwach w Oberstdorfie. Razem z Ove Aunlim, Pålem Gunnarem Mikkelsplassem i Vegardem Ulvangiem zdobył brązowy medal w sztafecie. Na mistrzostwach świata w Lahti nie zdobył żadnego medalu. Zajął tam zaledwie 15. miejsce w biegu na 30 km stylem klasycznym. Mistrzostwa świata w Val di Fiemme były najlepszymi w jego karierze. Został tam mistrzem świata w biegu na 10 km techniką klasyczną, a wraz z Øyvindem Skaanesem, Vegardem Ulvangiem i Bjørnem Dæhlie triumfował w sztafecie. Swój ostatni medal w karierze zdobył na mistrzostwach świata w Falun, gdzie wraz z kolegami po raz kolejny zwyciężył w sztafecie. W swoim najlepszym indywidualnym starcie, w biegu pościgowym, zajął 5. miejsce. Startował także na mistrzostwach świata w Thunder Bay, ale bez sukcesów. Zdołał jedynie zająć 22. miejsce w biegu na 30 km stylem klasycznym.
Podczas mistrzostw świata juniorów w Kuopio w 1983 roku zajął 13. miejsce w biegu na 15 km, a w sztafecie zdobył srebrny medal. Podczas rozgrywanych dwa lata później mistrzostw świata juniorów w Täsch był piąty na 15 km, a w sztafecie zdobył kolejny srebrny medal.
Najlepsze wyniki w Pucharze Świata osiągnął w sezonie 1991/1992, kiedy to zajął czwarte miejsce w klasyfikacji generalnej. Łącznie 4 razy stawał na podium zawodów Pucharu Świata, w tym dwa razy zwyciężył. W 1987 r. był mistrzem Norwegii na dystansie 15 km. W 1996 r. postanowił zakończyć karierę.
Jego była żona Inger Lise Hegge, również reprezentowała Norwegię w biegach narciarskich.

## Osiągnięcia

### Igrzyska olimpijskie
| Miejsce | Dzień     | Rok  | Miejscowość | Konkurencja             | Czas biegu | Strata  | Zwycięzca            |
| ------- | --------- | ---- | ----------- | ----------------------- | ---------- | ------- | -------------------- |
| 12.     | 19 lutego | 1988 | Calgary     | 15 km stylem klasycznym | 41:18,9    | +1:40,4 | Michaił Diewiatjarow |
| 6.      | 22 lutego | 1988 | Calgary     | Sztafeta 4 × 10 km      | 1:43:58,6  | +2:50,1 | Szwecja              |
| 3.      | 10 lutego | 1992 | Albertville | 30 km stylem klasycznym | 1:22:27,8  | +1:14,7 | Vegard Ulvang        |
| 20.     | 13 lutego | 1992 | Albertville | 10 km stylem klasycznym | 27:36,0    | +2:15,0 | Vegard Ulvang        |
| 1.      | 18 lutego | 1992 | Albertville | Sztafeta 4 × 10 km      | 1:39:26,0  | -       | -                    |
| 18.     | 22 lutego | 1992 | Albertville | 50 km stylem dowolnym   | 2:03:41,5  | +7:50,5 | Bjørn Dæhlie         |

### Mistrzostwa świata
| Miejsce | Dzień     | Rok  | Miejscowość   | Konkurencja             | Czas biegu | Strata  | Zwycięzca                     |
| ------- | --------- | ---- | ------------- | ----------------------- | ---------- | ------- | ----------------------------- |
| 6.      | 12 lutego | 1987 | Oberstdorf    | 30 km stylem klasycznym | 1:24:30,1  | +3:35,9 | Thomas Wassberg               |
| 11.     | 15 lutego | 1987 | Oberstdorf    | 15 km stylem klasycznym | 43:01,8    | +52,5   | Marco Albarello               |
| 3.      | 15 lutego | 1987 | Oberstdorf    | Sztafeta 4 × 10 km      | 1:38:04,6  | +43,6   | Szwecja                       |
| 15.     | 18 lutego | 1989 | Lahti         | 30 km stylem klasycznym | 1:24:56,9  | +2:48,6 | Władimir Smirnow              |
| 4.      | 15 lutego | 1989 | Lahti         | Sztafeta 4 × 10 km      | 1:40:12,3  | +1,8    | Szwecja                       |
| 4.      | 7 lutego  | 1991 | Val di Fiemme | 30 km stylem klasycznym | 1:16:12,4  | +28,4   | Gunde Svan                    |
| 1.      | 11 lutego | 1991 | Val di Fiemme | 10 km stylem klasycznym | 25:55,0    | -       | -                             |
| 1.      | 15 lutego | 1991 | Val di Fiemme | Sztafeta 4 × 10 km      | 1:39:47,3  | -       | -                             |
| 6.      | 20 lutego | 1993 | Falun         | 30 km stylem klasycznym | 1:17:33,6  | +56,0   | Bjørn Dæhlie                  |
| 7.      | 22 lutego | 1993 | Falun         | 10 km stylem klasycznym | 24:51,6    | +32,3   | Sture Sivertsen               |
| 5.      | 24 lutego | 1993 | Falun         | 10+15 km pościgowy      | 1:01:45,0  | +1:40,1 | Bjørn Dæhlie Władimir Smirnow |
| 22.     | 9 marca   | 1995 | Thunder Bay   | 30 km stylem klasycznym | 1:15:52,3  | +6:16,6 | Władimir Smirnow              |

### Mistrzostwa świata juniorów
| Miejsce | Dzień     | Rok  | Miejscowość | Konkurencja             | Wynik     | Strata  | Zwycięzca            |
| ------- | --------- | ---- | ----------- | ----------------------- | --------- | ------- | -------------------- |
| 13.     | 11 marca  | 1983 | Kuopio      | 15 km stylem klasycznym | 41:38,7   | +2:04,7 | Ołeksandr Uszkałenko |
| 2.      | ? marca   | 1983 | Kuopio      | Sztafeta 3 × 10 km      | 1:22:16,4 | +1:43,7 | ZSRR                 |
| 5.      | 14 lutego | 1985 | Täsch       | 15 km stylem klasycznym | 40:01,6   | +24,60  | Giennadij Łazutin    |
| 2.      | 16 lutego | 1985 | Täsch       | Sztafeta 3 × 10 km      | 1:23:17,1 | +0,5    | ZSRR                 |

### Puchar Świata

#### Miejsca w klasyfikacji generalnej
- sezon 1986/1987: 27.
- sezon 1987/1988: 40.
- sezon 1988/1989: 10.
- sezon 1989/1990: 8.
- sezon 1990/1991: 6.
- sezon 1991/1992: 4.
- sezon 1992/1993: 10.
- sezon 1993/1994: 77.
- sezon 1994/1995: 34.
- sezon 1995/1996: 67.

#### Miejsca na podium
| Nr | Dzień     | Rok  | Miejscowość   | Konkurencja             | Czas biegu  | Pozycja | Strata | Zwycięzca     |
| -- | --------- | ---- | ------------- | ----------------------- | ----------- | ------- | ------ | ------------- |
| 1. | 10 marca  | 1990 | Örnsköldsvik  | 30 km stylem klasycznym | ?           | -       | 1      | -             |
| 2. | 11 lutego | 1991 | Val di Fiemme | 10 km stylem klasycznym | 25:55.0 min | -       | 1      | -             |
| 3. | 7 grudnia | 1991 | Silver Star   | 10 km stylem klasycznym | 26:22,9     | +20,3   | 3      | Vegard Ulvang |
| 4. | 10 lutego | 1992 | Albertville   | 30 km stylem klasycznym | 1:22:27,8   | +1:14,7 | 3      | Vegard Ulvang |